# Tempo Overijse
Maillots
Dernière mise à jour : 29 mars 2024.
Le Tempo Overijse MT est un club belge de football basé à Overijse. Porteur du matricule 8715, le club joue en rouge et blanc et évolue en  Division 3 VV lors de l'exercice 2021-2022, pour ce qui est sa 18e saison en séries nationales.
Le club tire son nom actuel d'une fusion, survenue en 1998, entre le V. Eendracht Maleizen-Tombeek (VETM) (matricule 8715) et le K. FC Overijse (matricule 3028).

## Repères historiques
- 1976 : 26/01/1932, fondation de VOETBAL KLUB TOMBEEK. Le club rejoint l'URBSFA qui lui attribue le matricule 8715.
- 1986 : FOOTBALL CLUB MALEIZEN qui jouait dans une ligue amateur s'affilie à l'URBSFA qui lui attribue le matricule ????.
- 1987 : VOETBAL KLUB TOMBEEK fusionna avec EENDRACHT ABSTRAAT (?) pour former VK EENDRACHT TOMBEEK (8715).
- 1991 : 01/07/1991, VK EENDRACHT TOMBEEK (8715) fusionna avec FOOTBALL CLUB MALEIZEN (?) pôur former VOETBAL EENDRACHT MALEIZEN-TOMBEEK (VEMT) (8715).
- 1998 : 01/07/1998, VOETBAL EENDRACHT MALEIZEN-TOMBEEK fusionna avec KONINKLIJKE FOOTBALL CLUB OVERIJSE (3028) pour former TEMPO OVERIJSE MALEIZEN-TOMBEEK (8715).
- 2001 : TEMPO OVERIJSE MALEIZEN-TOMBEEK (8715) accède aux séries nationales pour la première fois. Cette première expérience dure quatre saisons.

## Résultats dans les divisions nationales
Statistiques mises à jour le 9 juin 2023 (terme de la saison 2022-2023)

### Bilan
| Niv | Divisions     | Jouées | Titres | TM Up | TM Down |
| --- | ------------- | ------ | ------ | ----- | ------- |
| I   | 1re nationale | 0      | 0      |       |         |
| II  | 2e nationale  | 0      | 0      |       |         |
| III | 3e nationale  | 1      | 0      |       |         |
| IV  | 4e nationale  | 14     | 1      | 2     | 1       |
| V   | 5e nationale  | 4      | 1      |       |         |
|     |               |        |        |       |         |
|     | TOTAUX        | 19     | 2      | 2     | 1       |

- TM Up : test-match pour départager des égalités, ou toutes formes de Barrages ou de Tour final pour une montée éventuelle.
- TM Down : test-match pour départager des égalités, ou toutes formes de Barrages ou de Tour final pour le maintien.

### Classements saison par saison
| Ordre               | Saison  | Nom du club       | Niveau                         | Classement final | Remarques                        |
| ------------------- | ------- | ----------------- | ------------------------------ | ---------------- | -------------------------------- |
| 1                   | 2001-02 | Tempo Overijse MT | Promotion série C              | 10e/16           |                                  |
| 2                   | 2002-03 | Tempo Overijse MT | Promotion série B              | 4e/16            |                                  |
| 3                   | 2003-04 | Tempo Overijse MT | Promotion série C              | 12e/16           |                                  |
| 4                   | 2004-05 | Tempo Overijse MT | Promotion série C              | 13e/16           | Relégué après barrages           |
| séries provinciales |         |                   |                                |                  |                                  |
| 5                   | 2007-08 | Tempo Overijse MT | Promotion série B              | 16e/16           | Relégué                          |
| séries provinciales |         |                   |                                |                  |                                  |
| 6                   | 2009-10 | Tempo Overijse MT | Promotion série B              | 10e/16           |                                  |
| 7                   | 2010-11 | Tempo Overijse MT | Promotion série B              | 9e/16            |                                  |
| 8                   | 2011-12 | Tempo Overijse MT | Promotion série B              | 2e/16            | Tour final                       |
| 9                   | 2012-13 | Tempo Overijse MT | Promotion série C              | 3e/15            | Tour final                       |
| 10                  | 2013-14 | Tempo Overijse MT | Promotion série B              | 6e/16            |                                  |
| 11                  | 2014-15 | Tempo Overijse MT | Promotion série B              | 1er/16           | Champion et promu                |
| 12                  | 2015-16 | Tempo Overijse MT | Promotion série B              | 14e/19           | Relégué!                         |
| 13                  | 2016-17 | Tempo Overijse MT | Division 2 Amateur VFV série B | 12e/16           |                                  |
| 14                  | 2017-18 | Tempo Overijse MT | Division 2 Amateur VFV série B | 9e/16            |                                  |
| 15                  | 2018-19 | Tempo Overijse MT | Division 2 Amateur VFV série A | 15e/16           | Relégué !                        |
| 16                  | 2019-20 | Tempo Overijse MT | Division 3 VV série A          | 13e/16           | Saison arrêtée le 12 mars 2020 ! |
| 17                  | 2020-21 | Tempo Overijse MT | Division 3 VV série A          | N/A              | Saison annulée !                 |
| 18                  | 2021-22 | Tempo Overijse MT | Division 3 VV série A          | 3e/16            | Tour final                       |
| 19                  | 2022-23 | Tempo Overijse MT | Division 3 VV série A          | 1er/16           | Champion et promu !              |
| 20                  | 2023-24 | Tempo Overijse MT | Division 2 VV série B          | ... /18          |                                  |